# Hệ thống đường Inca
Hệ thống đường Inca là hệ thống đường giao thông lớn nhất và tiên tiến nhất trong Thời kỳ tiền Colombo Nam Mỹ. Nó dài ít nhất 40.000 kilômét (25.000 mi).:242 Việc xây dựng đường đòi hỏi rất nhiều thời gian và công sức. Nó bao gồm các con đường được lên kế hoạch chi tiết, thiết kế và xây dựng cẩn thận. Đường được bảo trì, lát gạch khi cần thiết. Hệ thống có những bậc thang để đi lên cao, cầu để băng qua vách núi, cùng các tường chắn đất và hệ thống thoát nước.

Hệ thống đường inca

 Nó bao gồm hai tuyến đường chính theo hướng bắc nam, một tuyến đường thì dọc theo bờ biển, trong khi tuyến còn lại nằm sâu trong đất liền và băng qua những dãy núi cao. Cả hai tuyến đường này đều có nhiều nhánh nhỏ hơn. Hệ thống này có thể được so sánh với đường La Mã, mặc dù đường Inca được xây dựng sau đó khoảng 1.000 năm.

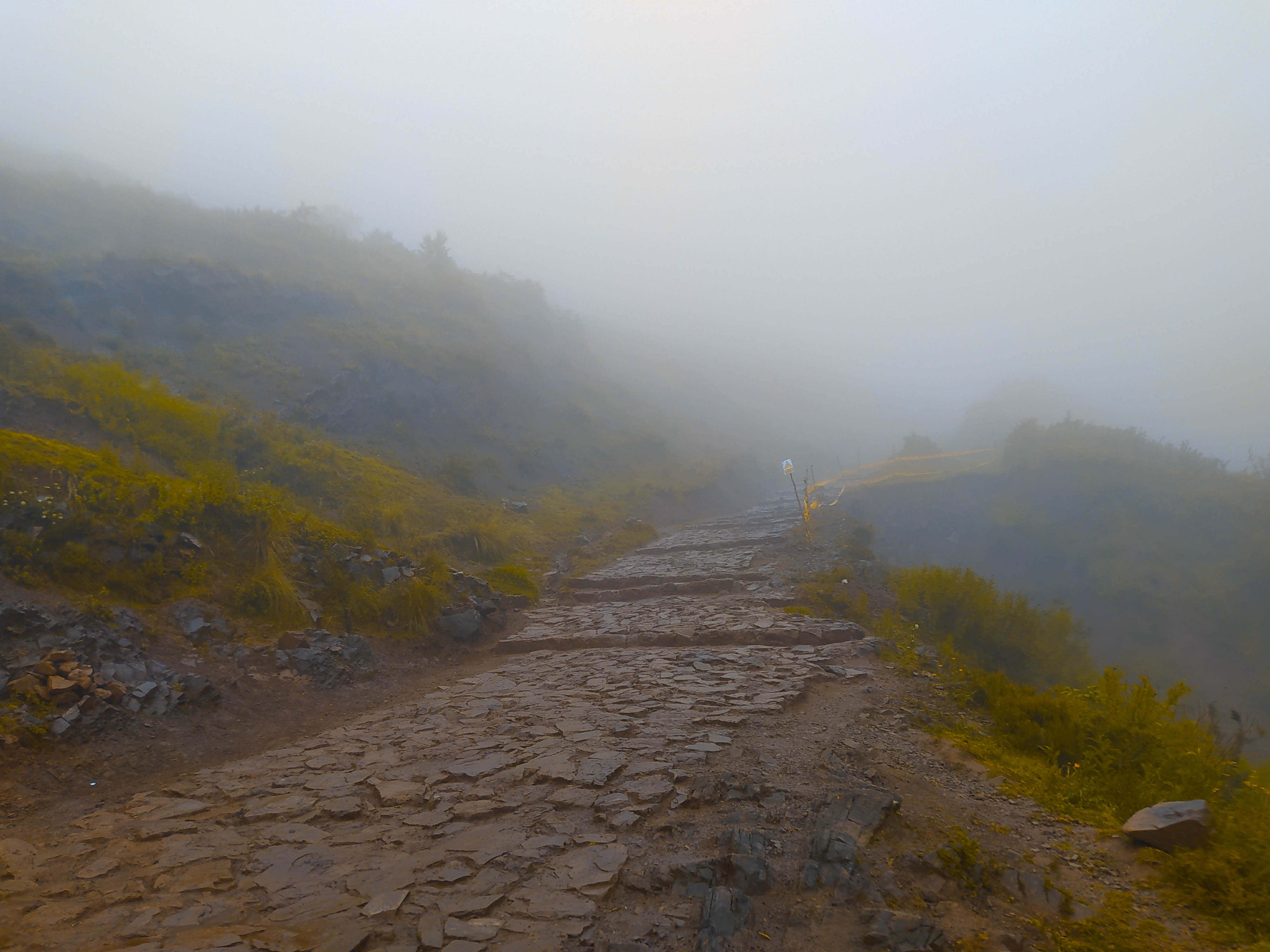
Hình ảnh 1phần của đường inca

 Hệ thống đường này cho phép vận chuyển hàng hóa, quân đội, người và thông tin liên lạc trên khắp đế quốc Inca và mở rộng ra vùng đất rộng 2.000.000 km2 (770.000 dặm vuông Anh) với khoảng 12 triệu người sinh sống.